# بوبو أولسون
بوبو أولسون (بالإنجليزية: Bobo Olson)‏ مواليد 11 يوليو 1928 في هونولولو - الوفاة 16 يناير 2002 في هونولولو، كان ملاكم أمريكي سابق صنّف ضمن فئة الوزن المتوسط.

## إحصائيات
خاض خلال مسيرته 115 نزالا، فاز في 97 وتعادل في 2 وخسر في 16. فاز بالضربة القاضية في 47 نزالا.

## روابط خارجية
- بوبو أولسون على موقع بوكس ريك (الإنجليزية) (registration required)
- بوبو أولسون على موقع قاعة هاواي للمشاهير الرياضية (مؤرشف) (الإنجليزية)